# Jekaterina Bukina
Jekaterina Borisovna Bukina (ryska: Екатерина Борисовна Букина), född den 5 maj 1987 i Angarsk i Irkutsk oblast, är en rysk brottare.
Hon tog OS-brons i tungvikt i samband med de olympiska tävlingarna i brottning 2016 i Rio de Janeiro.